# Paldiski

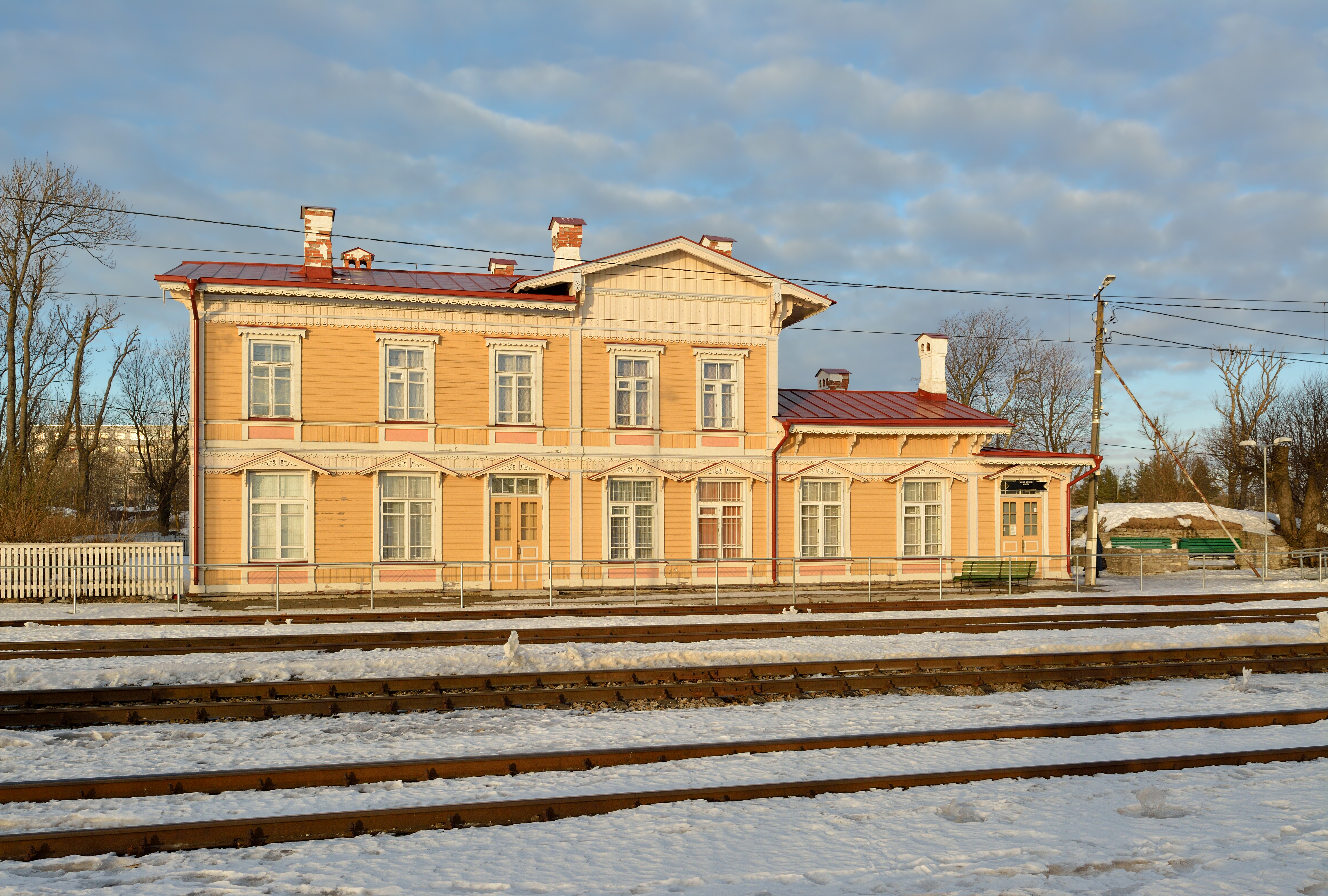
Järnvägsstation

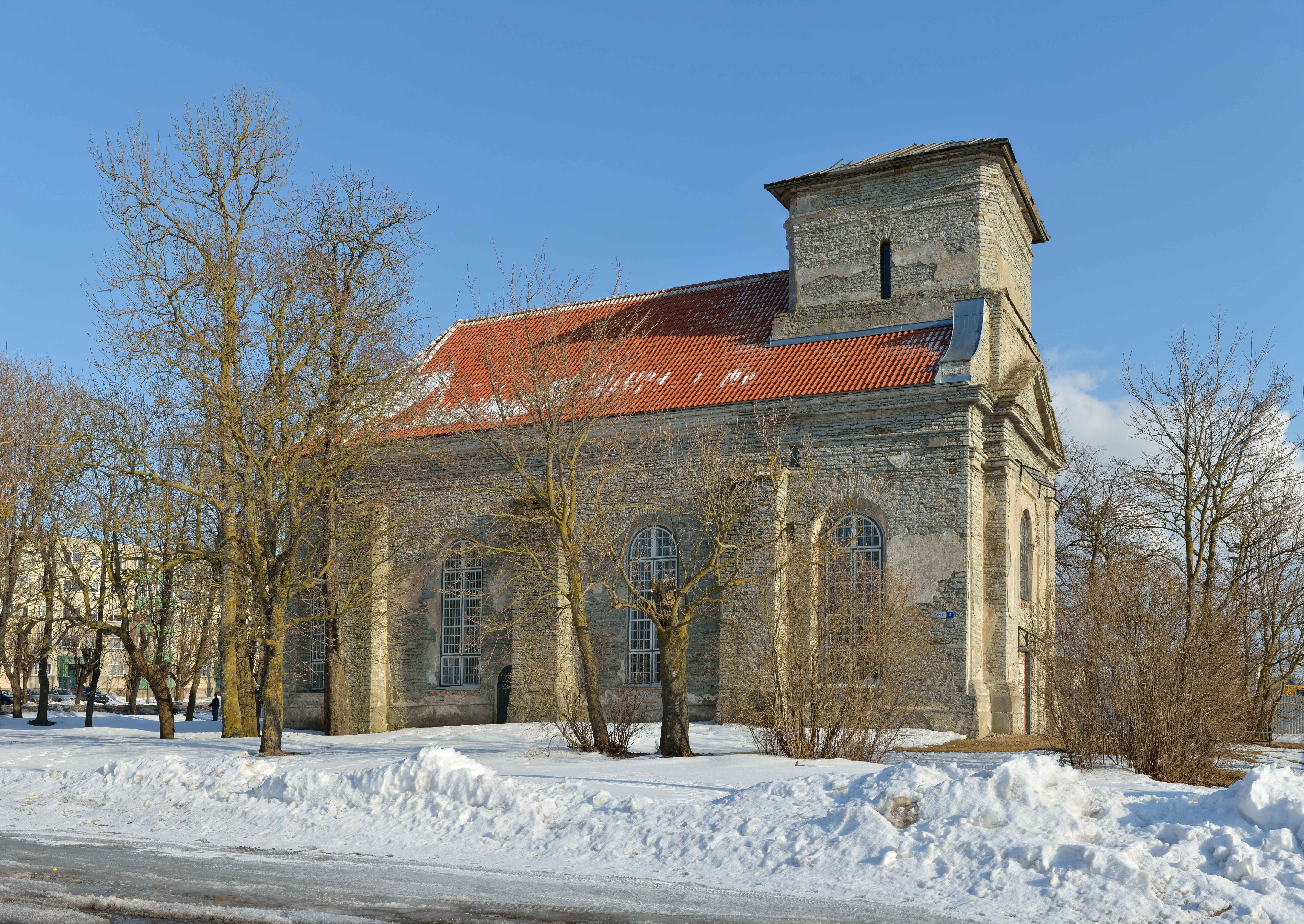
Sankt Georg kyrka

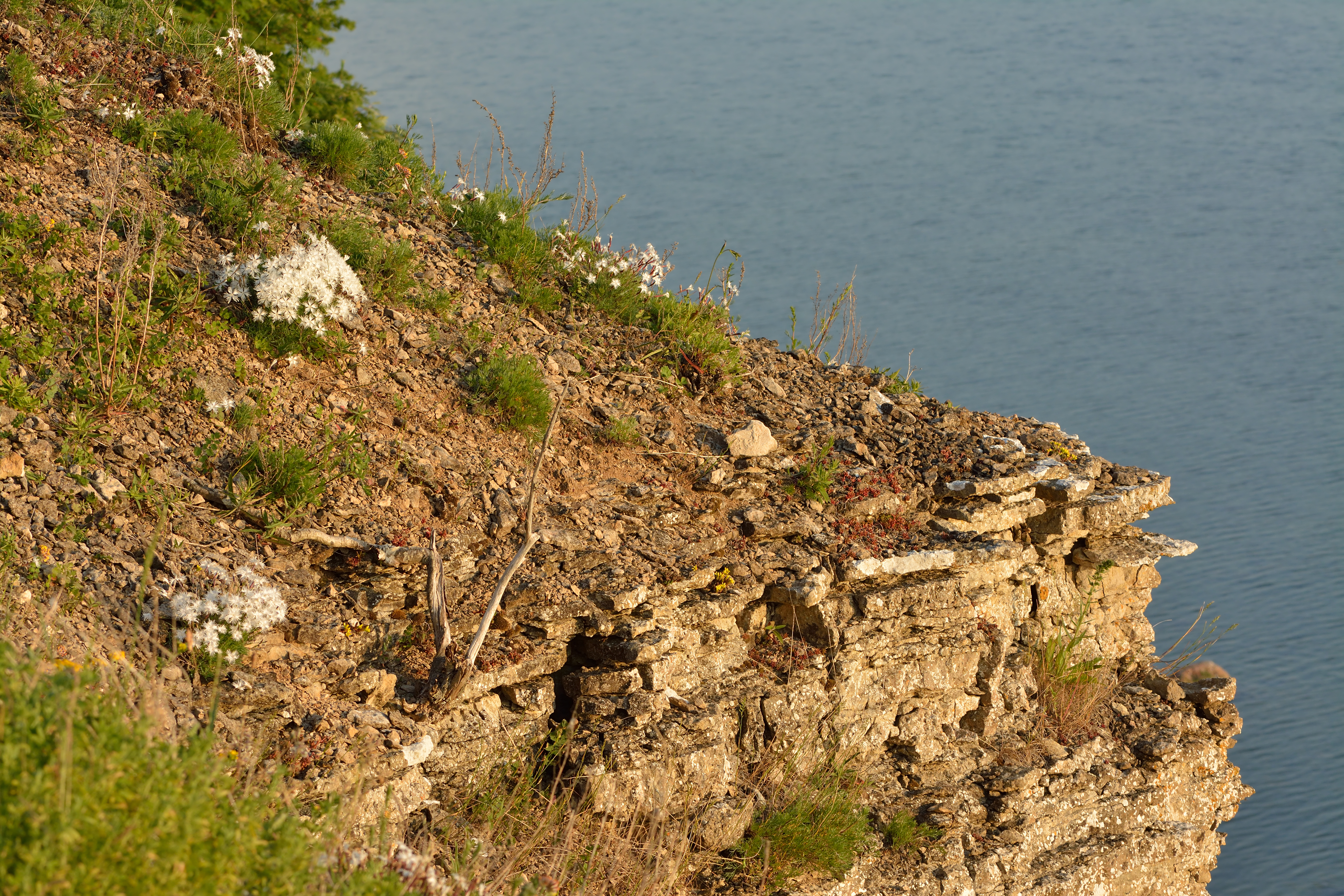
Sandnejlika

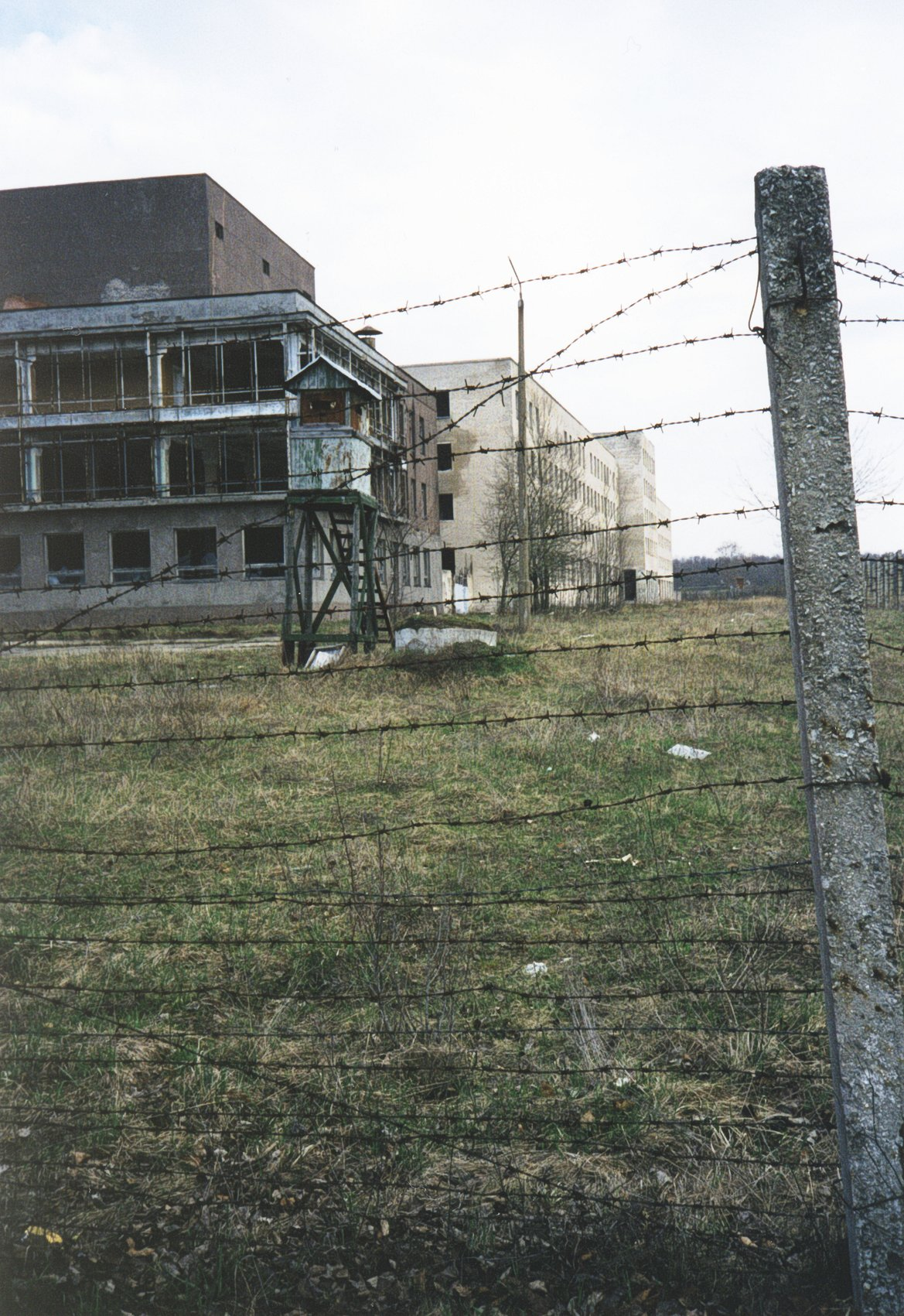
Övergivet sovjetiskt militärområde i Paldiski (1999)

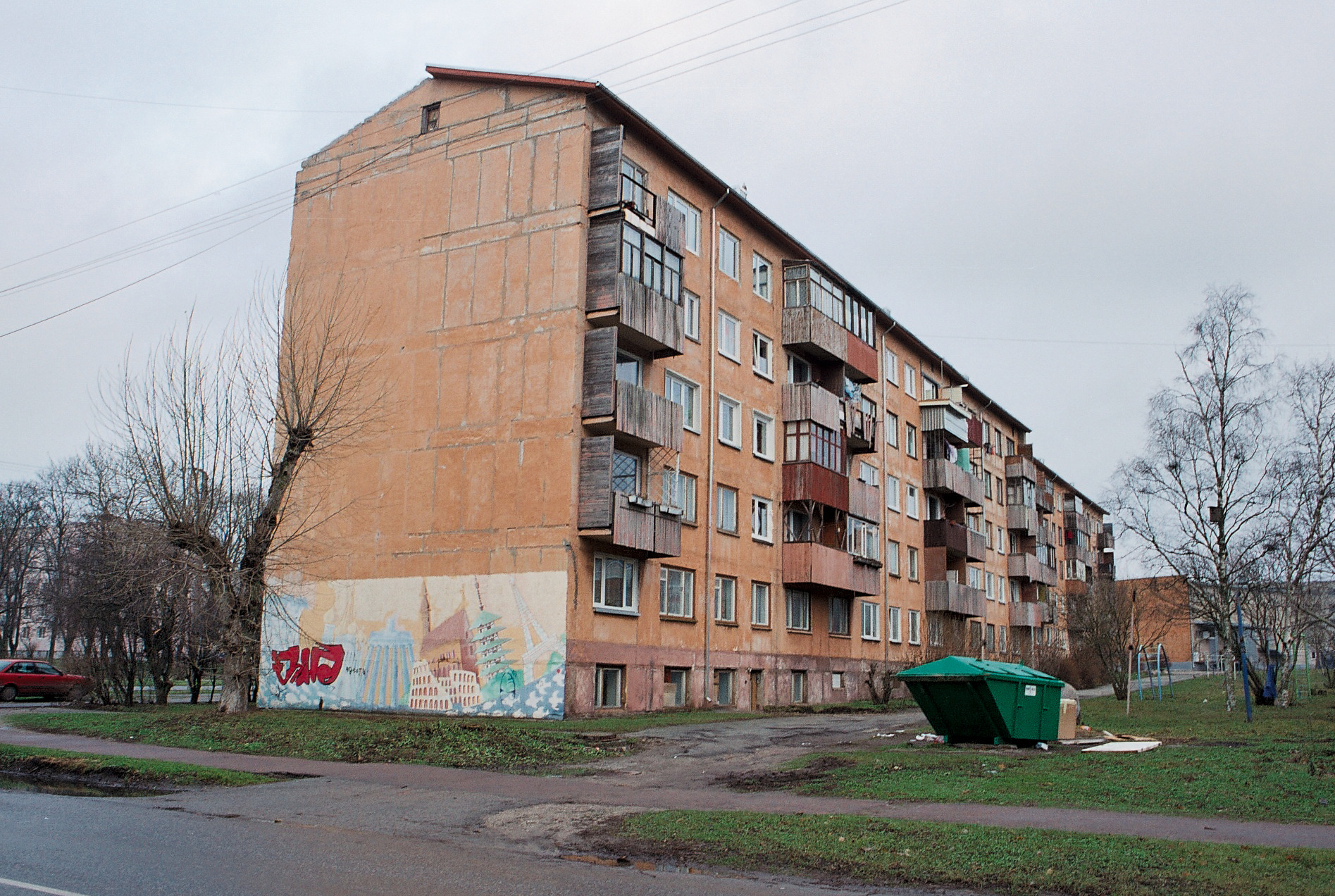
Bostadsområde.

Paldiski eller Rågervik, även känd som Rogervik och Baltischport, är en hamnstad på Estlands västkust cirka fyra mil sydväst om Tallinn. Den ligger på halvön Packer i Lääne-Harju kommun i landskapet Harjumaa vid Matsvikens strand. Till staden hör även Lilla och Stora Rågö.
Staden utgjorde tidigare en egen kommun (stadskommun, estniska: linn) men är sedan den 23 oktober 2017 centralort i Lääne-Harju kommun.

## Historia

### 1700- och 1800-talet
Paldiski grundades under namnet Rågervik som en fiskehamn av estlandssvenskar. Efter att tsar Peter I av Ryssland erövrat Baltikum, började man 1718 bygga en hamn för den ryska flottan på platsen, under namnet Rogervik. Arbetet var klart 1770 och året därpå döptes staden om till Baltischport (ryska: Валтийский Порт, Baltijskij Port) av Katarina II. Från det namnet kommer det estniska namnet Paldiski, som blev officiellt 1933. 1783 erhöll Paldiski stadsrättigheter. Staden anfölls och brändes delvis 1790 av svenska trupper vid räden mot Baltischport den 17 mars som var en del av Gustav III:s ryska krig.
Paldiski var huvudhamn för Tallinn och Sankt Petersburg, särskilt under vintern, eftersom den inte frös till. Därför byggdes Estlands äldsta järnvägslinje hit, den så kallade Baltiska järnvägen. Den öppnades 1870 och förband Paldiski med Tallinn, Narva och Sankt Petersburg.

### Frihetstiden 1922-1939
Under Estlands självständighet var Paldiski en frihamn och en omtyckt kurort, framför allt bland konstnärer.

### Sovjettiden
1939 byggde de sovjetiska myndigheterna en militärbas i Paldiski. 1941–1944 var staden ockuperad av tyskarna.
Under Sovjettiden låg här en ubåtsbas och ubåtskrigsskola för atomubåtspersonal med två kärnreaktorer. Basen byggdes 1965–1968 och Paldiski blev en sluten militärstad, vilket innebar att civilbefolkningen fick flytta. Sovjetmilitären lämnade basen 1994 och demonterade kärnreaktorerna. Basen blev jämnad med marken 2007.

### Självständigheten till idag
Efter det att ryssarna lämnade landet 1991 avfolkades staden kraftigt, dels därför att de många ryssarna flyttade därifrån, dels därför att också många ester flyttade framför allt beroende på att hamnområdet är kontaminerat av radioaktivt avfall.
Statens strålskyddsinstitut har hjälpt till att sanera området.

## Sevärdheter
I närheten av Paldiski ligger den gamla ryska borgruinen Rogervik. Här satt fångar efter bondeupproren 1755–1756 och 1773–1775. Några av de mest kända fångarna var Jemeljan Pugatjov och Salawat Julajev.
Från den sovjetiska ockupationen finns ett stort antal övergivna militära byggnader i Paldiski och dess omgivning.
Stora delar av staden består av sovjetiska bostadshus i betong, men det finns även gamla bevarade trähus från 1800-talet, bland annat järnvägsstationen och Amandus Adamson-museet.

## Kommunikationer
Paldiski har två frakthamnar: Paldiskis södra hamn, som ingår i det statliga aktiebolaget Port of Tallinn och Paldiskis norra hamn, som ägs av Paldiski Sadamate AS. Från båda hamnarna trafikeras linjen Kapellskär-Paldiski av ro-pax-fartyg.
Paldiski har elektrifierad järnvägsförbindelse med Tallinn med passagerar- och godstrafik. Passagerartågen stannar vid flera stationer mellan Paldiski och Tallinn, bland annat i Pääsküla och Nõmme.
Mellan Padilski och Ingå i Finland går naturgasledningen Balticconnector, som sammanbinder naturgasnäten i Finland och de baltiska länderna.

## Kända personer från Paldiski
- Amandus Adamson - känd estländsk skulptör och målare

## Populärkultur
Paldiski har blivit relativt känt i Sverige tack vare "Killinggängets" film Torsk på Tallinn. Även delar av filmen Lilja 4-ever spelades in i området.